# Aeroportul Tezu
Aeroportul Tezu (IATA: TEI, ICAO: VETJ) este un aeroport din Arunachal Pradesh, India. Aeroportul a fost tranzitat în decembrie 2022 de 2.596 de pasageri.
Situat la o altitudine de 183 m, aeroportul dispune de o singură pistă. Este operat de Airports Authority of India⁠(d).